# Llista de peixos del mar de Beaufort

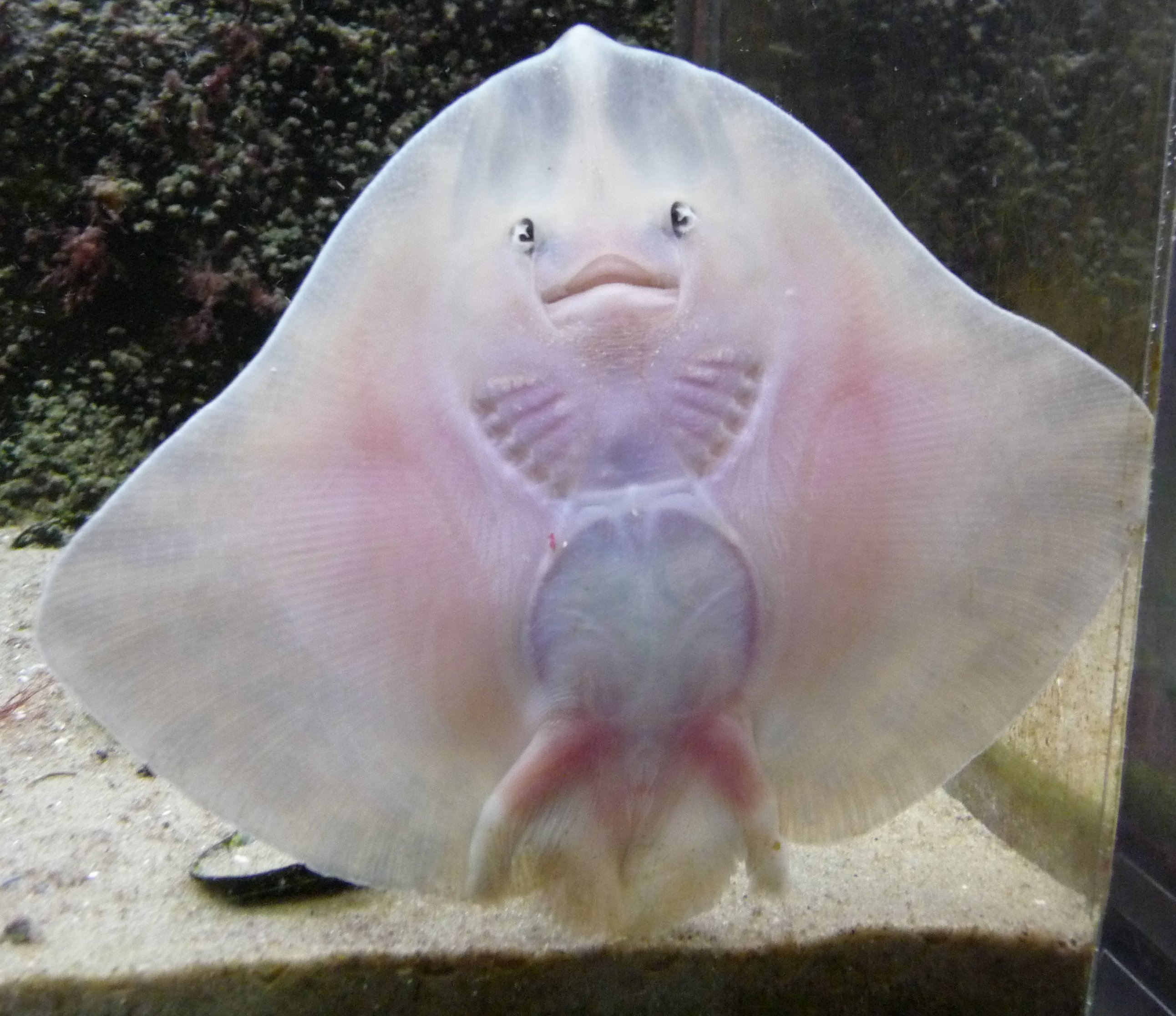
Amblyraja radiata

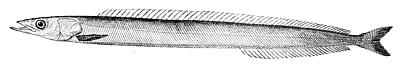
Ammodytes dubius

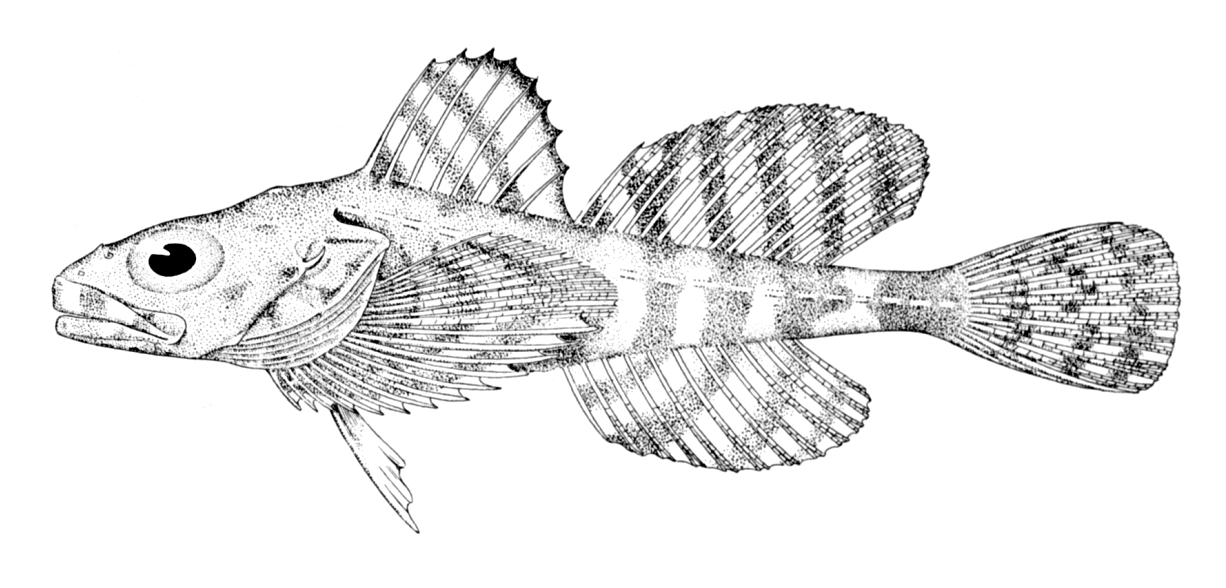
Artediellus uncinatus

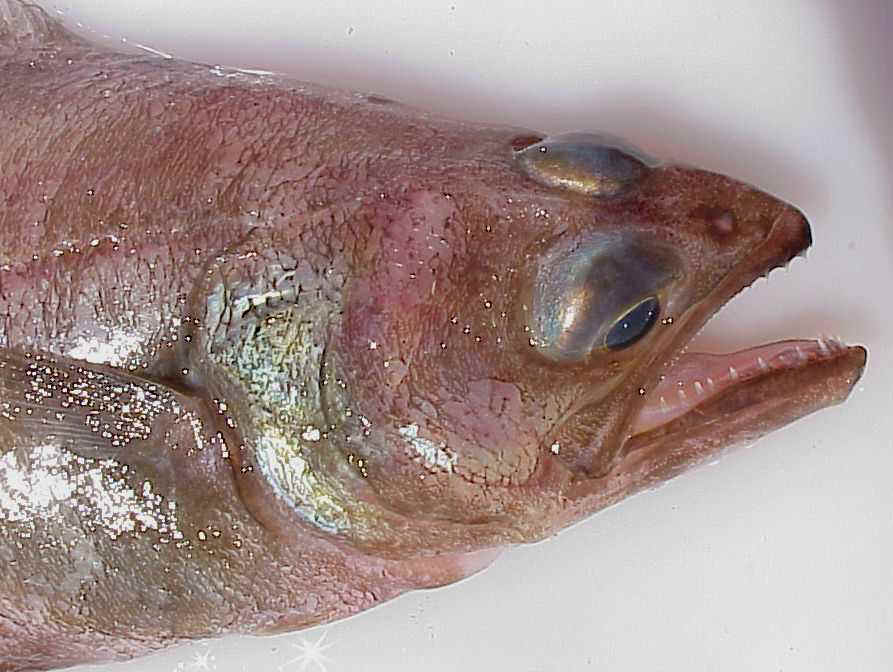
Atheresthes stomias

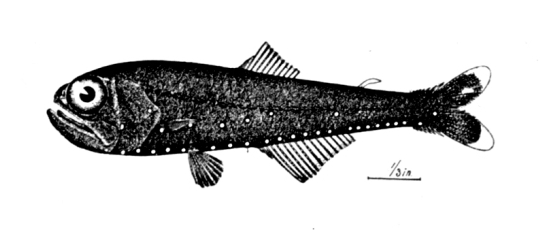
Fanalet glacial (Benthosema glaciale)

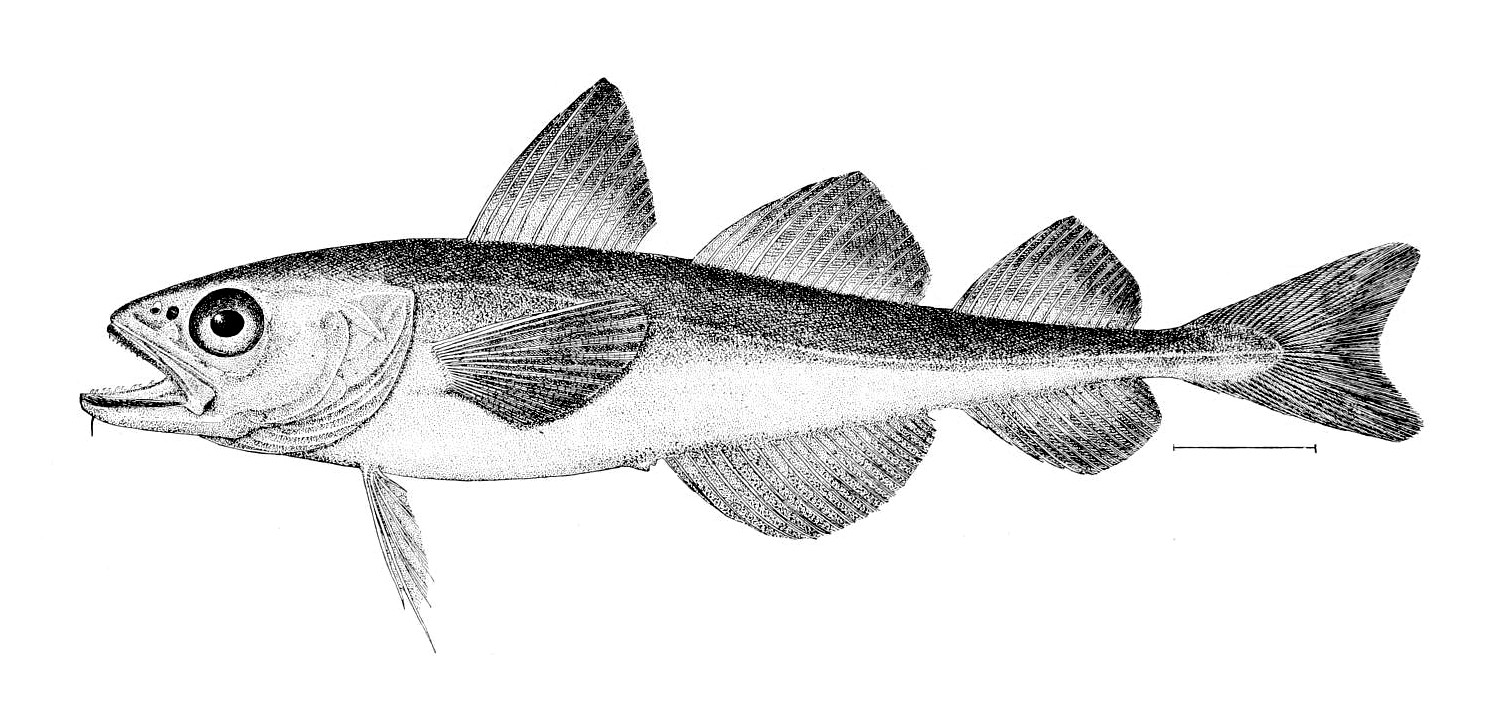
Boreogadus saida

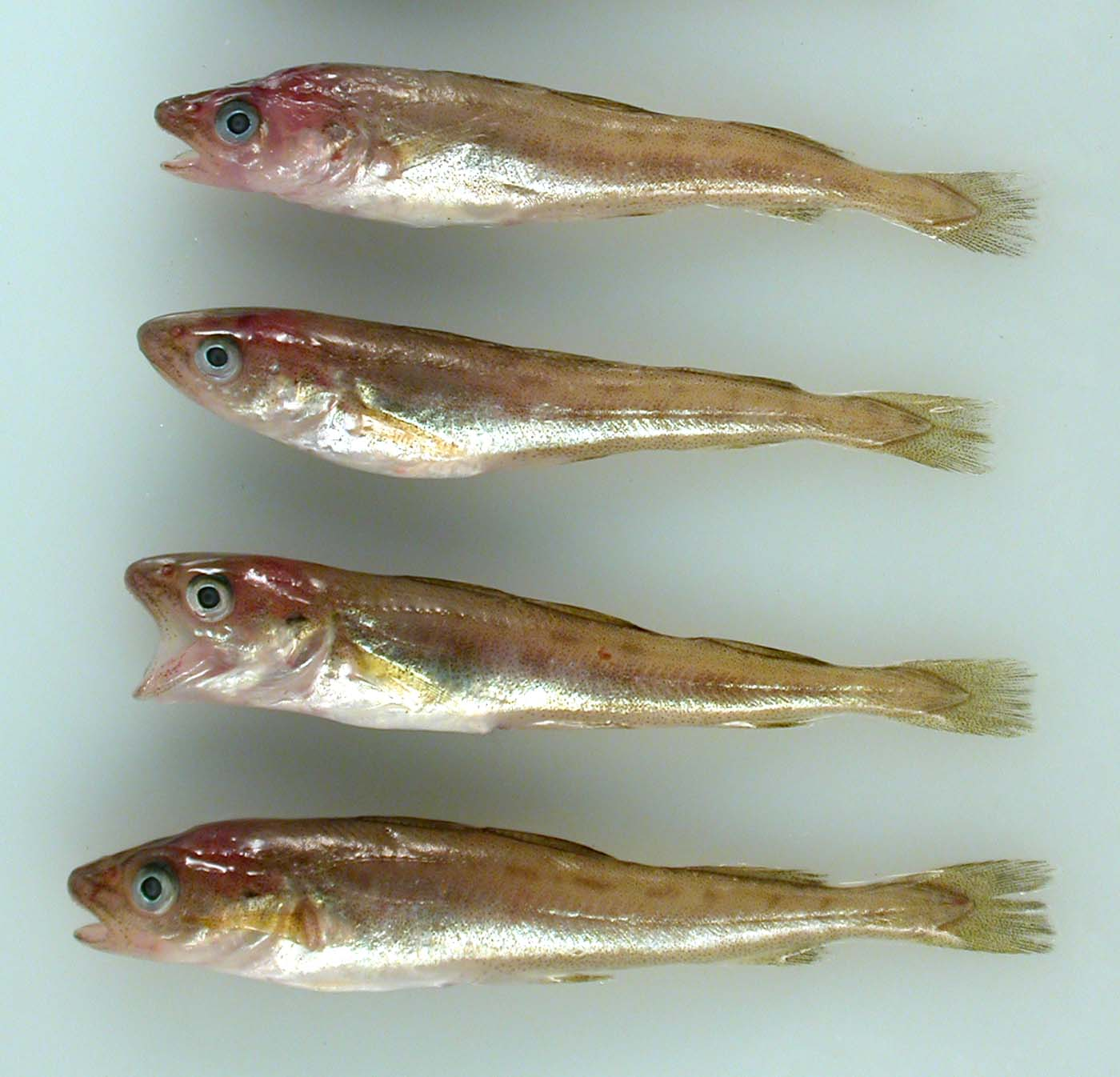
Eleginus gracilis

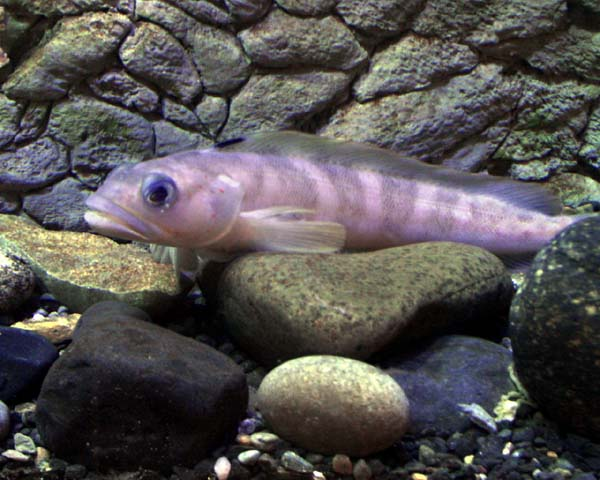
Bathymaster signatus

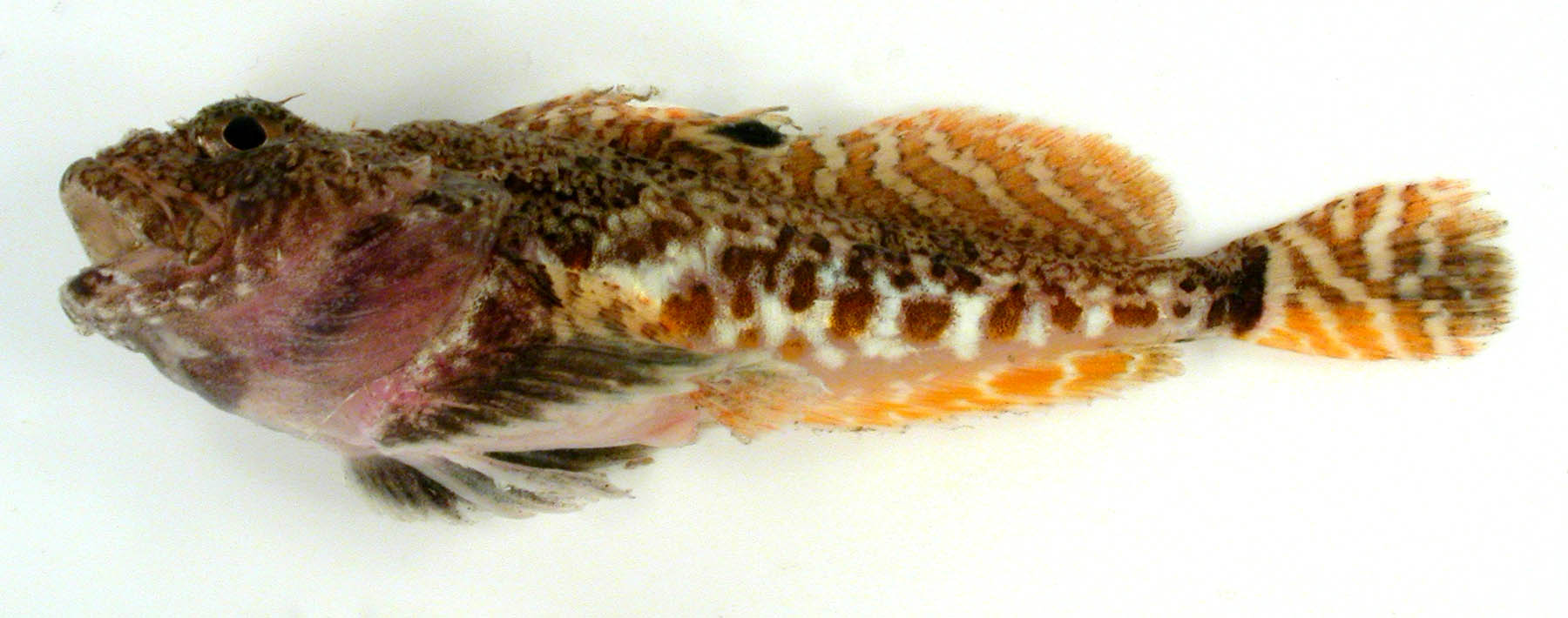
Artediellus scaber

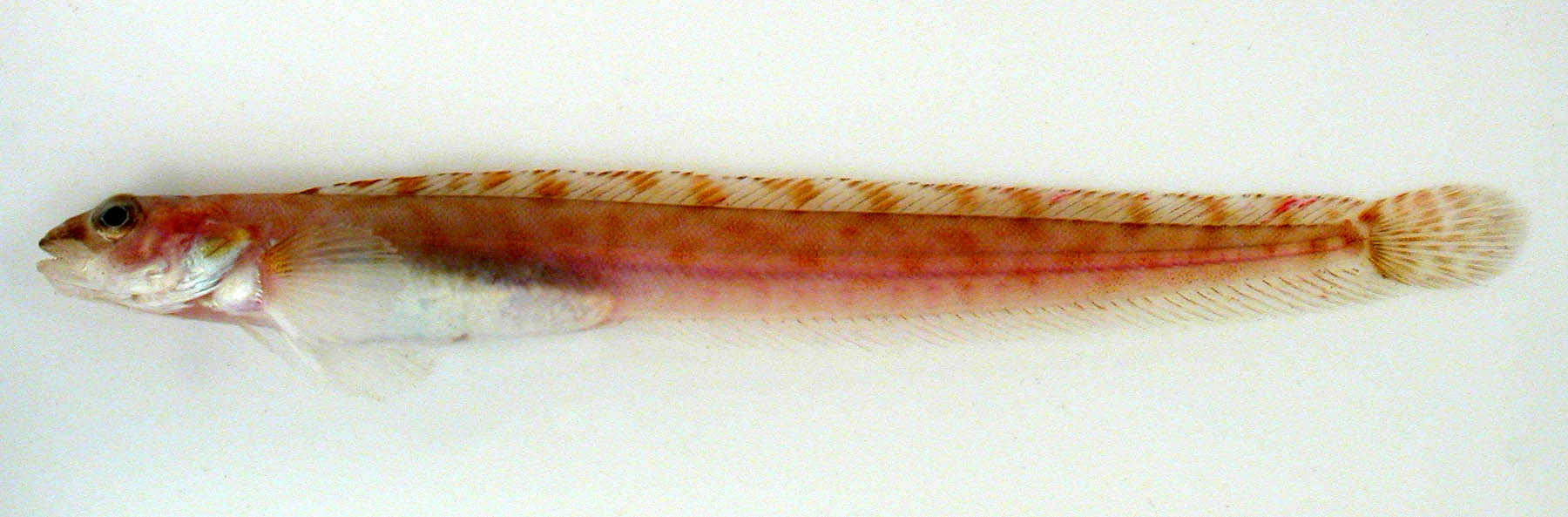
Anisarchus medius

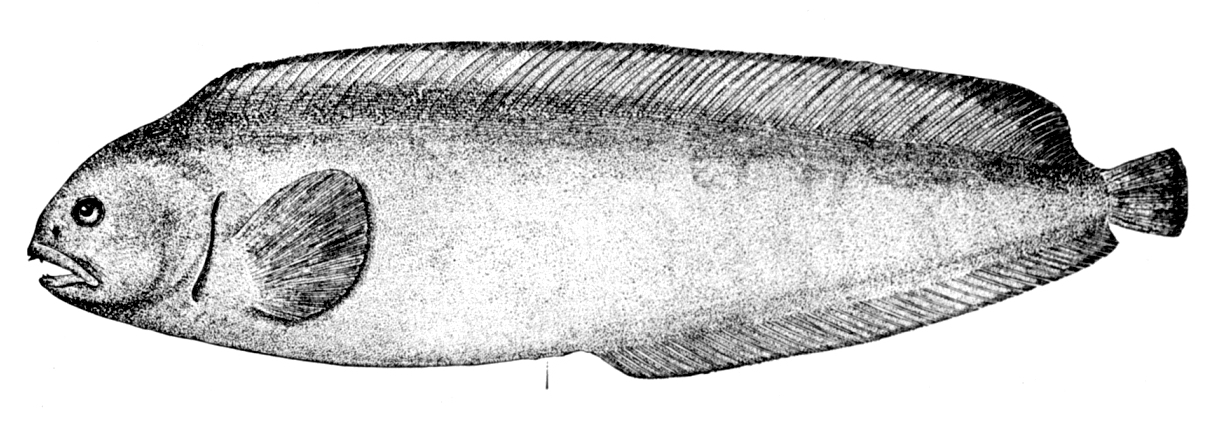
Anarhichas denticulatus

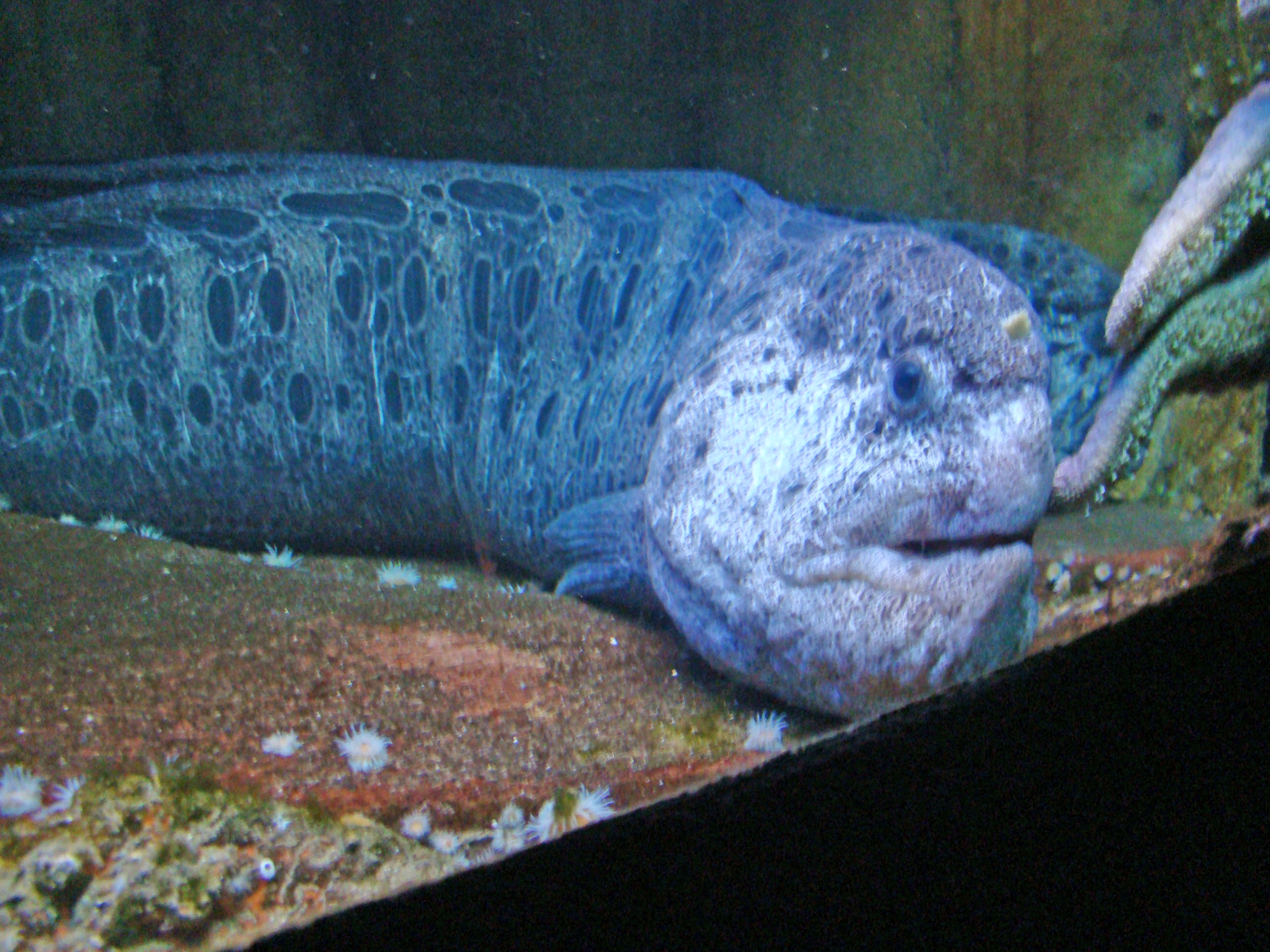
Anarrhichthys ocellatus

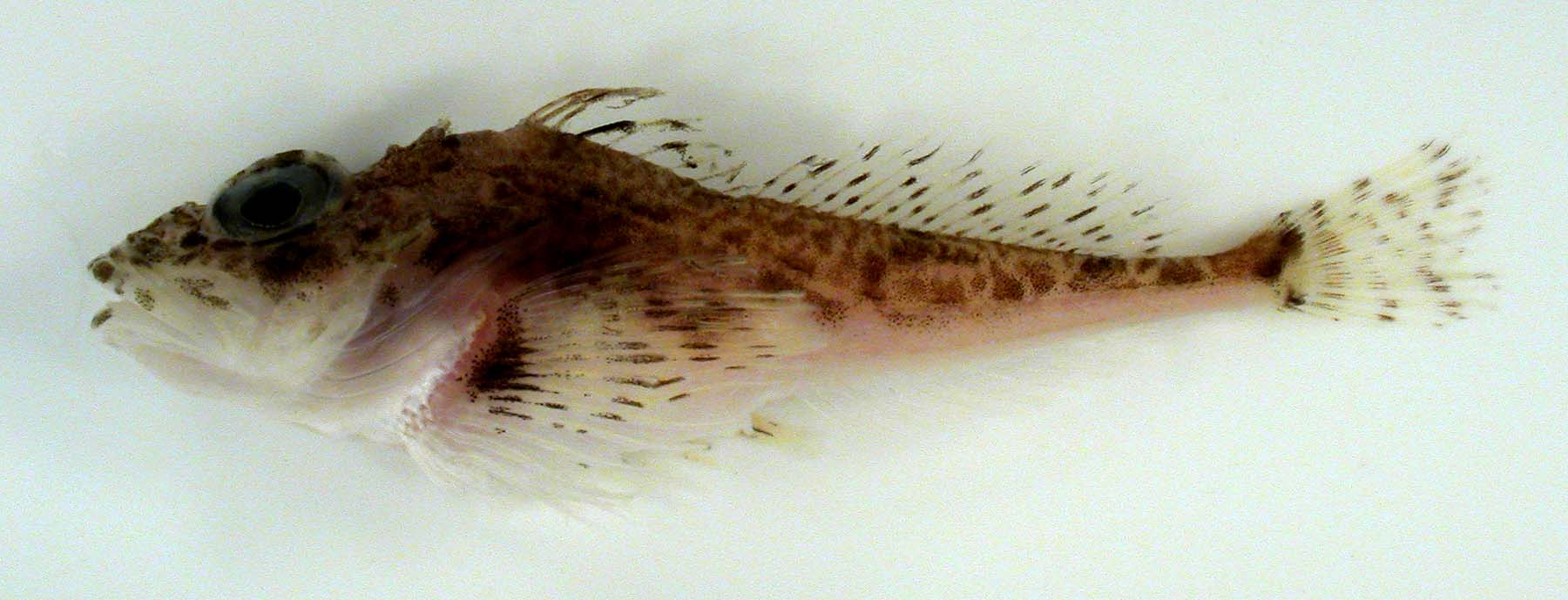
Icelus spatula

Aquesta llista de peixos del mar de Beaufort -incompleta- inclou 102 espècies de peixos que es poden trobar al mar de Beaufort ordenades per l'ordre alfabètic de llur nom científic.

## A
- Acantholumpenus mackayi
- Amblyraja radiata
- Ammodytes dubius
- Ammodytes hexapterus
- Anarhichas denticulatus
- Anarrhichthys ocellatus
- Anisarchus medius
- Arctogadus borisovi
- Arctogadus glacialis
- Artediellus scaber
- Artediellus uncinatus
- Aspidophoroides bartoni
- Atheresthes stomias

## B
- Bathymaster signatus
- Benthosema glaciale
- Boreogadus saida

## C
- Clupea pallasii pallasii
- Coregonus autumnalis[1]
- Coregonus laurettae
- Coregonus nasus
- Coregonus pidschian
- Coregonus sardinella
- Cyclopteropsis jordani

## E
- Eleginus gracilis
- Eleginus nawaga
- Eumesogrammus praecisus
- Eumicrotremus andriashevi
- Eumicrotremus derjugini
- Eumicrotremus orbis
- Eumicrotremus spinosus

## G
- Gadus ogac
- Gymnelus hemifasciatus
- Gymnelus viridis
- Gymnocanthus pistilliger
- Gymnocanthus tricuspis

## H
- Hemilepidotus papilio
- Hemilepidotus zapus
- Hexagrammos stelleri
- Hippoglossoides robustus
- Hippoglossus stenolepis

## I
- Icelus bicornis
- Icelus spatula

## L
- Leptagonus decagonus
- Leptoclinus maculatus
- Lethenteron camtschaticum
- Limanda aspera
- Liopsetta glacialis
- Liparis bristolensis
- Liparis fabricii
- Liparis gibbus
- Liparis tunicatus
- Lumpenus fabricii
- Lycenchelys kolthoffi
- Lycodes eudipleurostictus
- Lycodes jugoricus
- Lycodes mucosus
- Lycodes palearis
- Lycodes pallidus
- Lycodes polaris
- Lycodes raridens
- Lycodes reticulatus
- Lycodes rossi
- Lycodes sagittarius[2]
- Lycodes seminudus
- Lycodes squamiventer
- Lycodes turneri

## M
- Mallotus villosus
- Megalocottus platycephalus platycephalus
- Myoxocephalus jaok
- Myoxocephalus scorpioides
- Myoxocephalus scorpius
- Myoxocephalus stelleri
- Myoxocephalus verrucosus

## O
- Occella dodecaedron
- Oncorhynchus gorbuscha
- Oncorhynchus keta
- Oncorhynchus kisutch
- Oncorhynchus mykiss
- Oncorhynchus nerka
- Oncorhynchus tshawytscha
- Osmerus mordax dentex

## P
- Petromyzon marinus
- Pholis fasciata
- Pholis gunnellus
- Platichthys flesus
- Platichthys stellatus
- Pleuronectes quadrituberculatus
- Podothecus accipenserinus
- Pollachius virens
- Pungitius pungitius

## R
- Reinhardtius hippoglossoides

## S
- Salmo salar
- Salvelinus alpinus alpinus
- Salvelinus malma malma
- Somniosus microcephalus
- Somniosus pacificus
- Stichaeus punctatus punctatus

## T
- Theragra chalcogramma
- Triglops nybelini
- Triglops pingelii
- Triglopsis quadricornis

## U
- Ulcina olrikii[3]